# Камериерка в Манхатън
Камериерка в Манхатън (на английски: Maid in Manhattan) е испаноезична теленовела от 2011 г. на компаниите Телемундо, Revolution Television и Sony Pictures Television. Базирана е на филмът „Камериерка в Манхатън“ с участието на Дженифър Лопес. Главните роли са поверени на Литци, Еухенио Силер, Ванеса Вийела и Хорхе Едуардо Гарсия. Снимките са правени в Маями, Лос Анджелис, Ню Йорк и Мексико. Теленовелата се излъчва в периода от 29 ноември, 2011 г. до 23 юли, 2011 г. по канал Телемундо.

## История
Внимание:  Текстът по-долу разкрива сюжета на произведението (или части от него)!
Мариса Лухан (Литци) е управителка на малък хотел в Мичоакан, Мексико. Там, с много усилия и работата ѝ в хотела, тя успява да отгледа своя 10-годишен син Лало (Хорхе Едуардо Гарсия), плод на любовта ѝ с Виктор (Пауло Кеведо), едно от момчетата в селото. Но след като връзката ѝ с него е неуспешна, тя решава да отгледа сина си сама. Въпреки че се справя отлично в ролята на майка и на работното си място, скоро в селото се завръща наркодилърът Мигелито (Котан) със своите хора, готов да си отмъсти на всички, които са му сторили зло. Той купува хотела и скоро ситуацията в селото се превръща в кошмар. Междувременно в селото пристига Виктор, който иска да си върне любовта на Мариса и Лало и ѝ предлага брак. Тъй като Мариса иска да се премести в САЩ за доброто на Лало, тя приема. Така тя ще получи законен статус и отново се изпълва с мечти, че връзката ѝ с Виктор може да потръгне и да бъде както преди. Двамата се преместват в Лос Анджелис, но в деня на сватбата Мариса вижда съпругът си с друга жена, и решава да замине в Ню Йорк. Благодарение на най-добрата ѝ приятелка Белинда (Маите Ембил), тя си намира работа като камериерка в един от най-луксозните хотели в Манхатън и започва живота си на чисто. Там тя намира много нови приятели и успява да спечели доверието и уважението на шефа си Амадор (Хенри Сака), а също така и се отдава възможност да получи повишение в работата. След време, заради объркване причинено от Лало, тя се запознава с младия и красив предприемач Кристобъл Паркър (Еухенио Силер), който приема, че тя е богата жена, а не камериерка в хотела. Така двамата се влюбват силно един в друг. Но съдбата им изпраща известната и богата модна критичка Сара Монтеро (Ванеса Вийела), която няма намерение да се откаже от Кристобъл. Мариса преживява разочарование и си обещава повече никога да не допуска да се влюбва така и да търси стабилен мъж за нея и сина ѝ. От друга страна Кристобъл се чувства измамен от лъжата на Мариса, и решава да се влезе в политиката, след като баща му се разболява. Въпреки всичко, Мариса и Кристобъл постоянно мислят един за друг и откриват, че любовта им е по-силна от всякога. И тогава Лало решава да ги събере на една конференция в хотела където работи Мариса. И въпреки че, тя се среща с Франк Варела (Шалим Ортис), мъж работещ на летище Ла Гуардия, не спира да мечтае за Кристобъл. В същото време се появява и Виктор, който отново иска от Мариса да възобновят връзката си, но тя вече е наясно с чувствата си. И когато Мариса и Кристобъл успяват да бъдат заедно, се появяват хората, които искат да ги разделят, но те не подозират за силата на любовта и как тя един ден ще победи.

## Актьорски състав
- Литци (Litzy) – Мариса Лухан Вия
- Еухенио Силер (Eugenio Siller) – Кристобъл Паркър Салас
- Хорхе Едуардо Гарсия (Jorge Eduardo Garcia) – Едуардо „Лало“ Мендоса Лухан
- Ванеса Вийела (Vanessa Villela) – Сара Монтеро
- Лис Гаярдо (Liz Gallardo) – Летисия „Лети“ Роблес
- Марисела Гонсалес (Marisela Gónzalez) – Каликста
- Котан (Khotan) – Мигелито
- Хуан Пабло Яно (Juan Pablo Llano) – Бруно
- Хенри Сака (Henry Zakka) – Амадор Колина
- Пауло Кеведо (Paulo Quevedo) – Виктор Мендоса
- Лианет Борего (Liannet Borrego) – Силвия
- Карина Мора (Karina Mora) – Хасмин „Яя“ Мендоса
- Джейми Осорио (Jeimy Osorio) – Таня Тайлор
- Исмаел Ла Роса (Ismael La Rosa) – Тадео „Тито“ Галгон
- Уанда Д'Исидоро (Wanda D'Isidoro) – Каталина Лусеро
- Маите Ембил (Maite Embil) – Белинда Делгадо
- Маргарита Муньос (Margarita Munoz) – Габриела „Габи“ Монтеро
- Моника Паскуалото (Monica Pascualotto) – Мирея
- Хорхе Ернандес (Jorge Hernandez) – Естанислао
- Карен Сентиес (Karen Senties) – Амелия Салас Паркър
- Фред Вайе (Fred Valle) – Тайрън Паркър
- Тина Ромеро (Tina Romero) – Кармен Ромера
- Ана Соберо (Ana Sobero) – Марсела Вия
- Сандра Ейчлер (Sandra Eichler) – Алисия
- Виктор Корона (Victor Corona) – Естебан
- София Санабриа (Sofia Sanabria) – Вики
- Даниела Ниевес (Daniela Nieves) – Алехандра Варела
- Шалим Ортис (Shalim Ortiz) – Франк Варела
- Хавиер Коронел (Javier Coronel) – Хавиер Серан
- Родриго Мехия (Rodrigo Mejia) – Грегорио „Гойо“

## В България
Теленовелата се излъчва от 6 януари, 2014 г. по румънския канал „Diva Universal“ всеки делничен ден от 16:00 часа със субтитри на български език.